# عمان في الألعاب البارالمبية الصيفية 1996
عمان في الألعاب البارالمبية الصيفية 1996- شاركت عُمان في دورة الألعاب البارالمبية الصيفية لعام 1996م ، والتي أقيمت في أتلانتا بالولايات المتحدة يثلاثة من اللاعبين، ولم يستطع أحد منهم الحصول على أية ميداليات، وبالتالي خرجت عمان من الدورة بدون ميدالات ولم يكن لها أي ترتيب في جدول الميداليات.
ويشار إلى أن سلطنة عمان شاركت في الألعاب البارالمبية الصيفية للمرة الأولي في دورة سول بكوريا الجنوبية عام 1988م، ومثلها في ذلك الوقت (9) من الرياضيين، ولم يحصل أي منهم على أية ميدالية. ويشار أيضًا إلى أن سلطنة عمان شاركت في جميع نسخ الألعاب البارالمبية الصيفية بداية من سول 1988 وحتى باريس 2024م(سول 1988- برشلونة 1992- أتالانتا 1996- سيدني 2000- أثينا 2004- بكين 2008- لندن 2012- ريو دي جانيرو 2016- طوكيو 2020- باريس 2024.....) ، ولم تشارك إطلاقًا في الألعاب البارالمبية الشتوية، ورصيدها من مشاركاتها في دورات الالعاب الصيفية هو عبارة عن ميدالية برونزية واحدة ، والتي حصلت عليها في دورة الألعاب البارالمبية الصيفية طوكيو 2020م، وذلك من خلال لاعبها محمد المشايخي في منافسات رمي الجلة للرجال فئة T46، وجاء ترتيب عمان وقتها في المرتبة (78).

## روابط خارجية
- قاعدة بيانات اللجنة البارالمبية الدولية.(بالإنجليزية)
- عمان على موقع اللجنة البارالمبية الدولية (بالإنجليزية)